# Engelsbergs Norberg Järnvägshistoriska förening

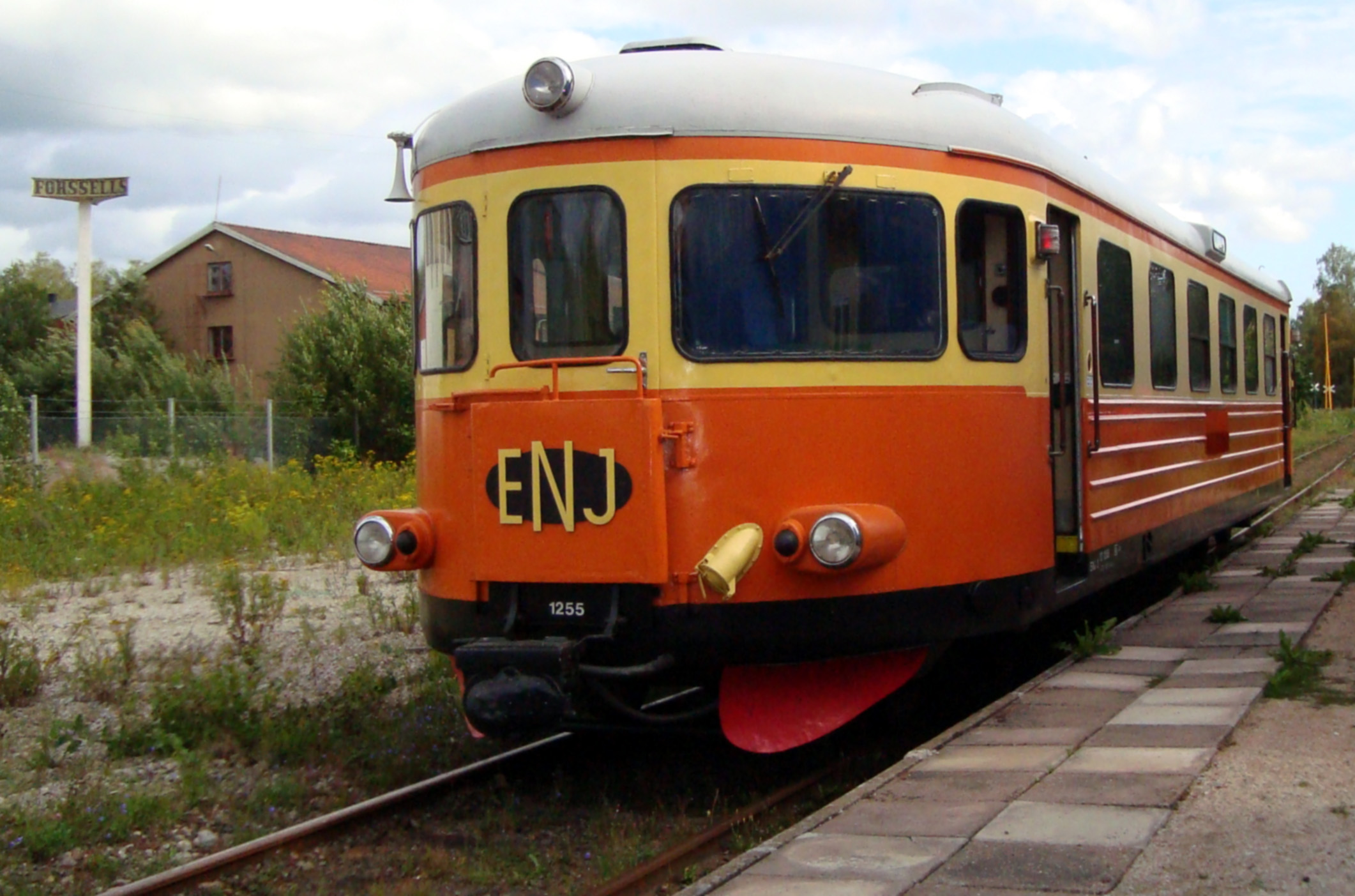
ENJ-Schienenbus in Norberg

Die Engelsbergs Norberg Järnvägshistoriska förening ist eine Museumseisenbahn in der historischen schwedischen Provinz Västmanland im heutigen Västmanlands län. Sie nutzt für ihren Betrieb die Bahnstrecke Ängelsberg–Kärrgruvan.

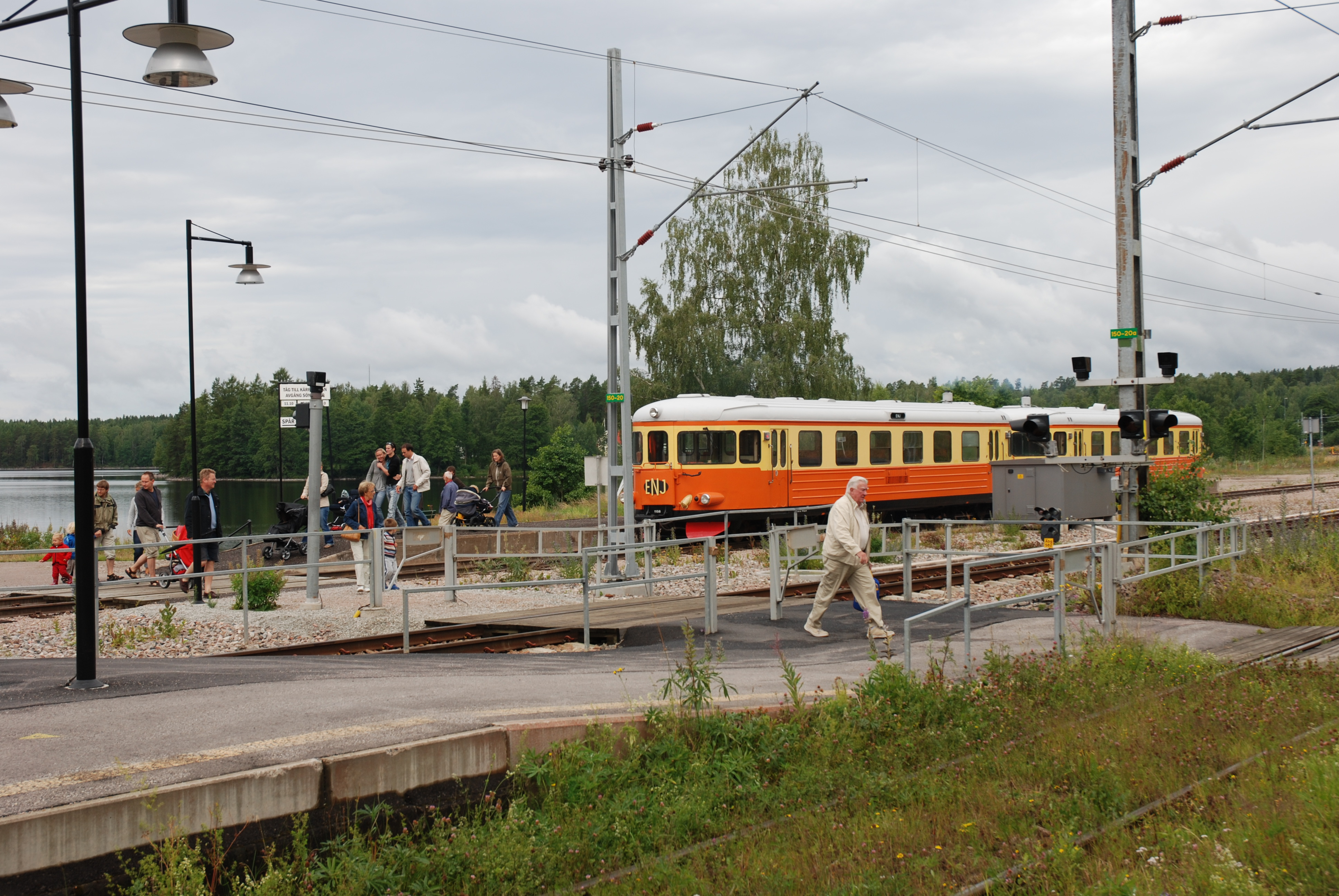
Zwei Y7-Schienenbusse in Ängelsberg

## Geschichte
Engelsbergs Norberg Järnvägshistoriska förening (ENJ) wurde 1999 gegründet.
Ziel des Vereins ist es, Touristen mit historischen Schienenbussen zwischen Ängelsberg und Kärrgruvan zu befördern und die Norbergsbana zu erhalten. Der Betrieb begann mit Draisinen, jedoch wurde bereits am 8. August 2003 der Betrieb mit historischen Schienenbussen aufgenommen, der seither jeden Sommer durchgeführt wird.
Die Strecke gehört dem schwedischen Staat, ENJ ist für die Gleisunterhaltung zwischen Snyten und Kärrgruvan sowie dem Zufahrtsgleis zum Bahnbetriebswerk in Ängelsberg zuständig. Die Fahrzeuge des Vereins sind seit 2007 im Betriebswerk Ängelsberg untergebracht, nachdem Banverket in diesem Jahr einen Zuschuss von fünf Millionen Kronen aus EU-Mitteln erhalten hat, der den Wechsel von Kärrgruvan dorthin mit zum Inhalt hatte. Weitere Fahrzeuge stehen in Kärrgruvan.
Der Lokschuppen Kärrgruvan wurde 1857 erbaut und ist der älteste erhaltene Lokschuppen Schwedens. In Ängelsberg erbaute ENJ 2008 einen neuen Bahnsteig und eröffnete den Haltepunkt Engelsbergs Bruk. 2009 wurde der Haltepunkt Mimergruvan eröffnet.
Zur Geschichte der Bahnstrecke siehe: 

## Fahrzeuge

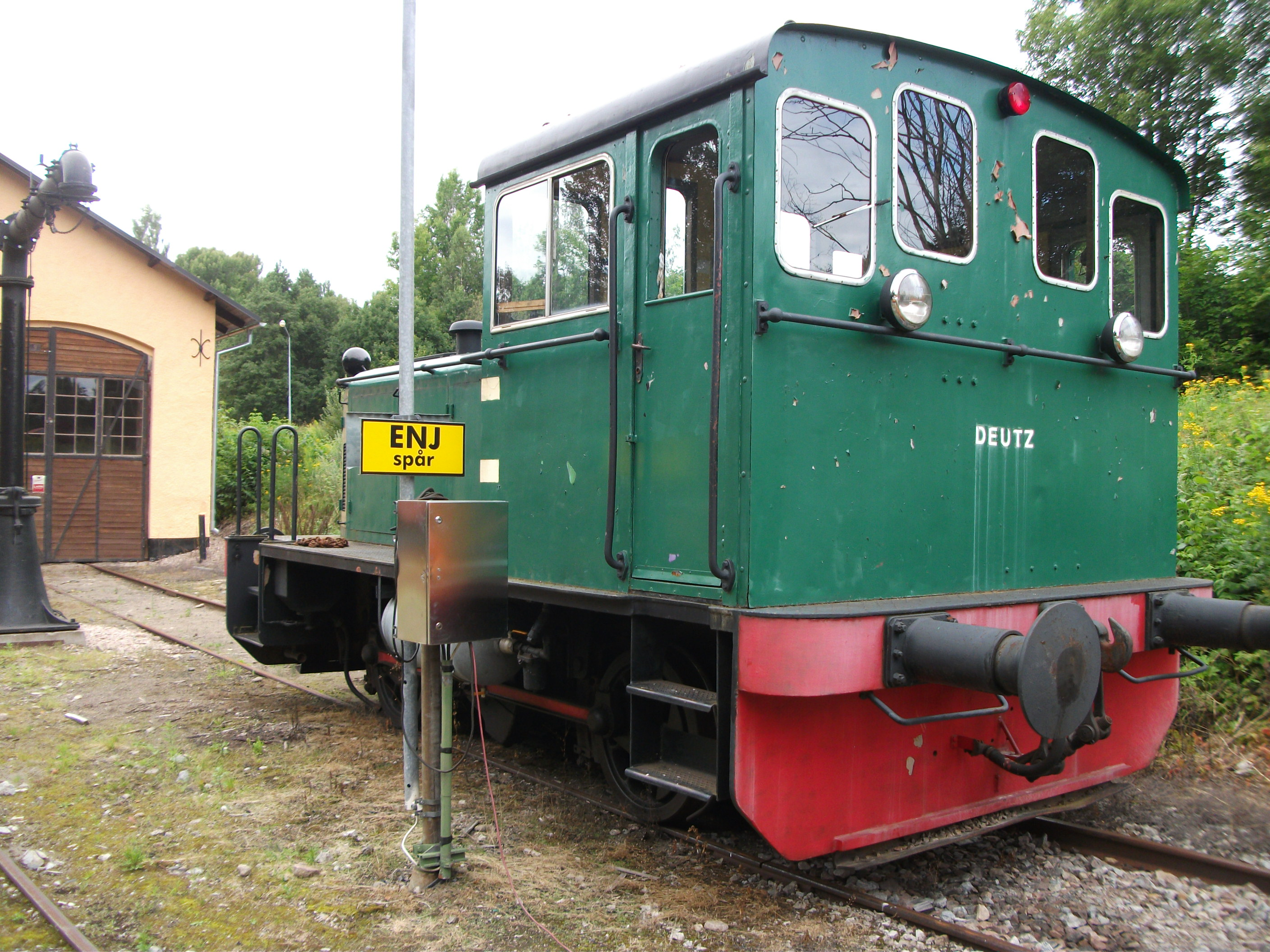
Deutz-Diesellokomotive

ENJ besitzt für den Einsatz auf der Strecke drei Schienenbusse aus den 1950er Jahren:
- Triebwagen YBo7 1156, 1957 von ASJ (AB Svenska Järnvägsverkstäderna) gebaut, ab 1970 Y7
- Triebwagen YBo7 1255, 1959 von Eksjöverken gebaut, ab 1970 Y7
- Steuerwagen UBFo7ye 2076, 1960 von Eksjöverken, ab 1970 UBF7Z

Für Rangier- und Streckenunterhaltungsarbeiten ist eine Diesellokomotive vorhanden. Diese Lok des Herstellers Deutz AG vom Typ A12L614 R und der Achsfolge B besitzt die Fabriknummer 56882/1958. Das 200 PS starke Fahrzeug wiegt 24 t, hat eine Höchstgeschwindigkeit von 30 km/h und wurde am 18. Juni 1958 an Luossavaara-Kiirunavaara Aktiebolag geliefert. Über die Zwischenstationen Hissmofor AB in Krokom (1978) und Stockholms Kultursällskap för Anga och Järnväg (SKAJ – 1987) kam die Lok zur ENJ.

## Bilder

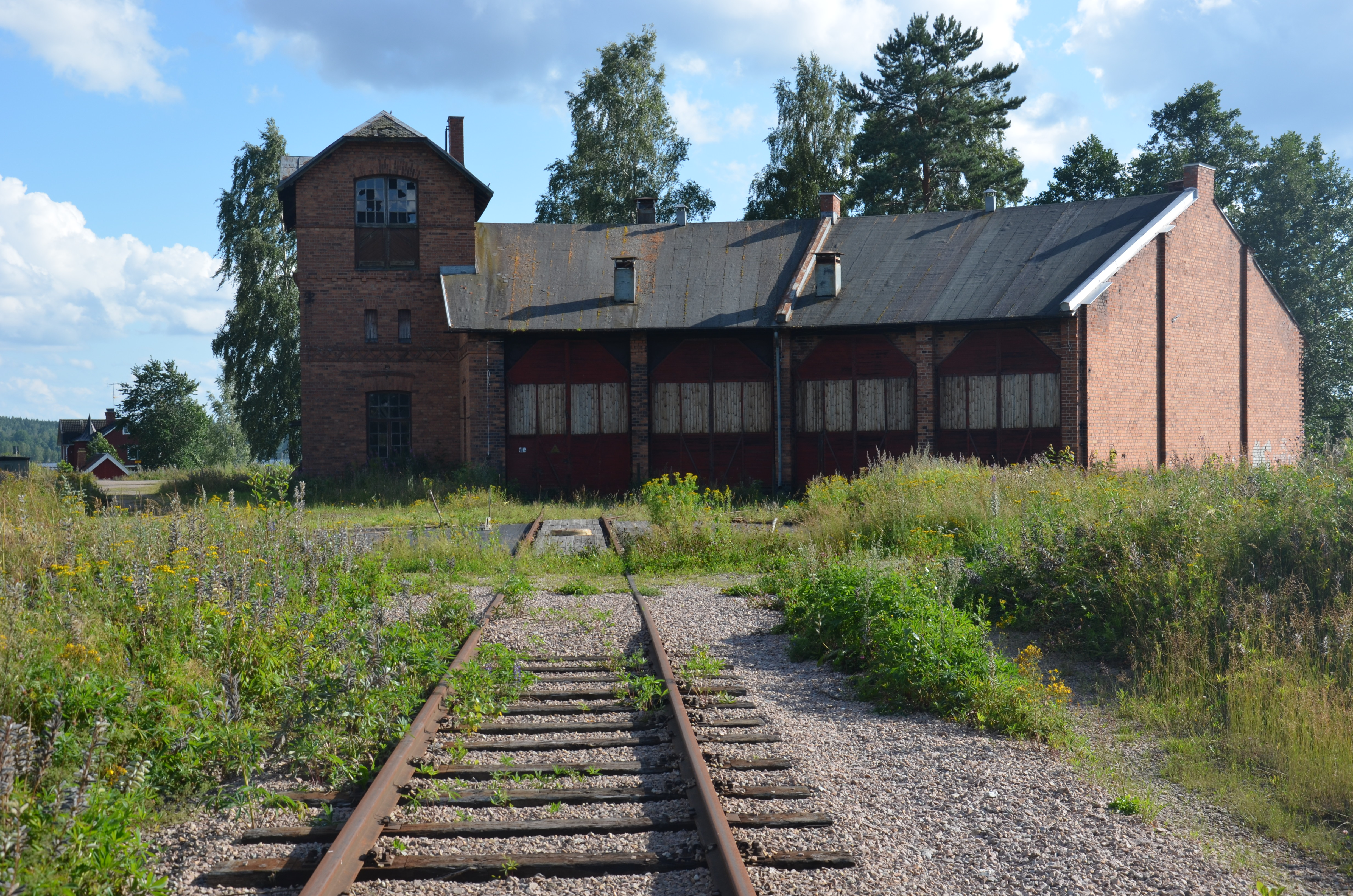
Lokschuppen Ängelsberg
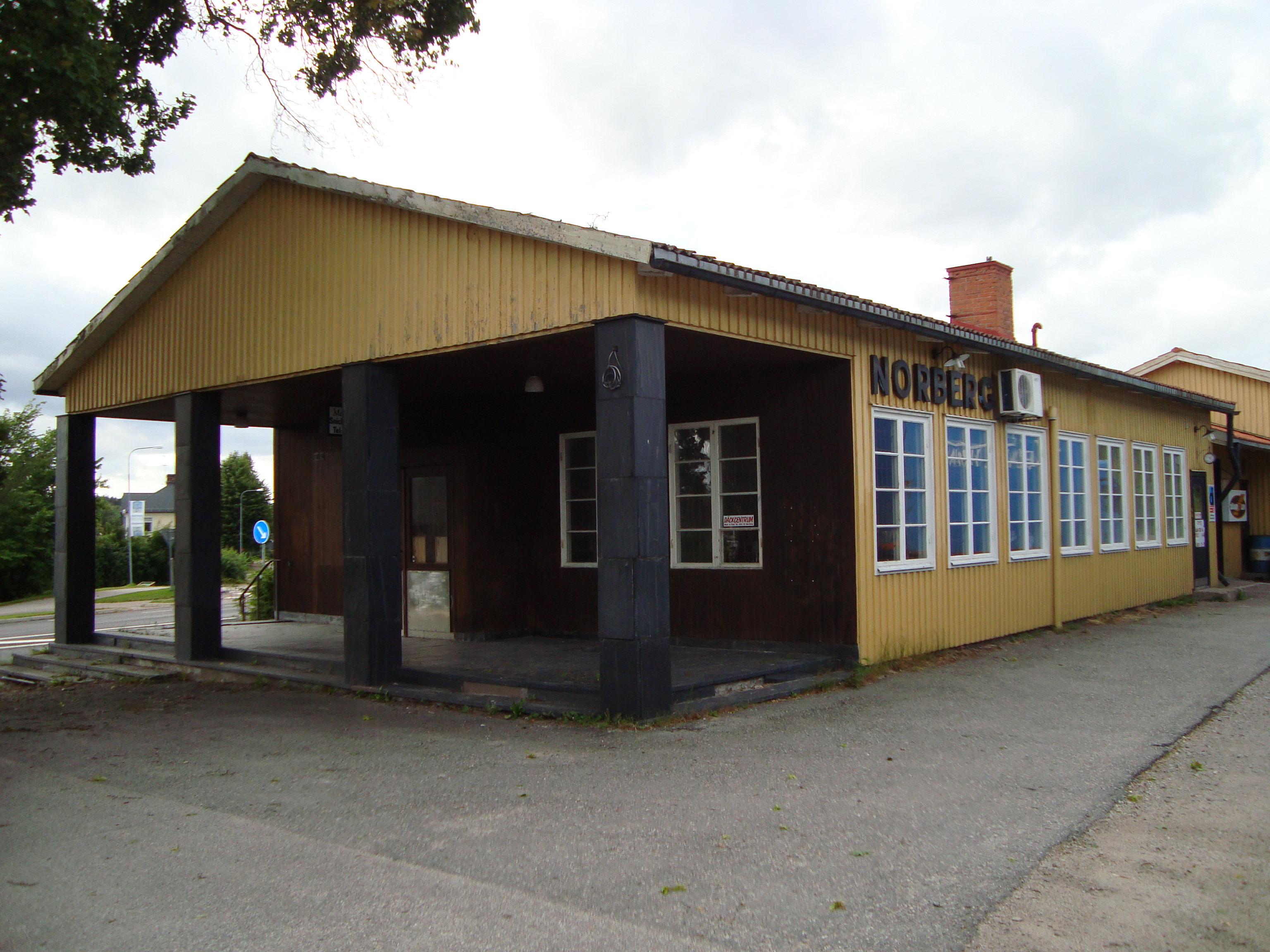
Bahnhof Norberg
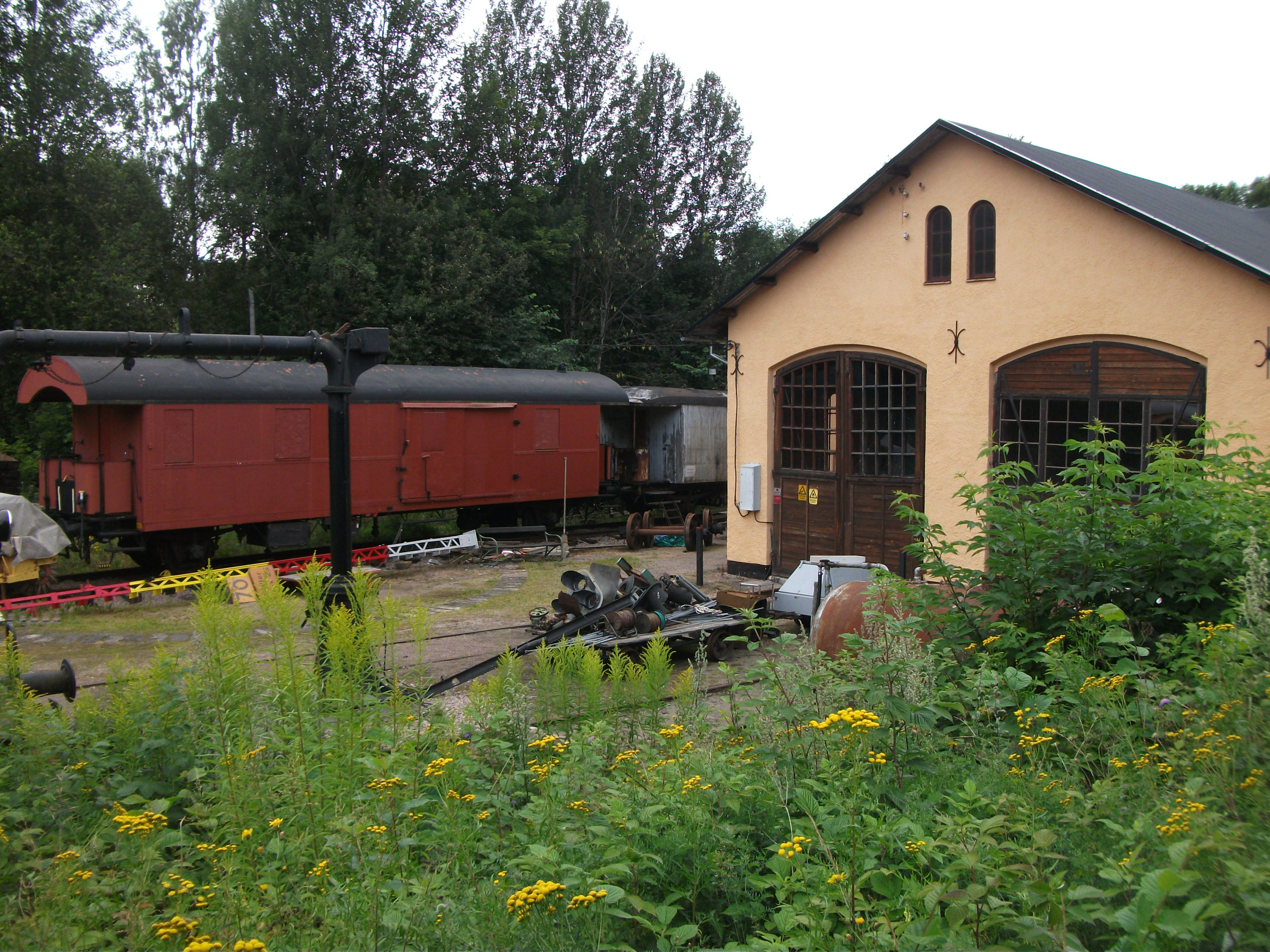
Lokschuppen in Kärrgruvan
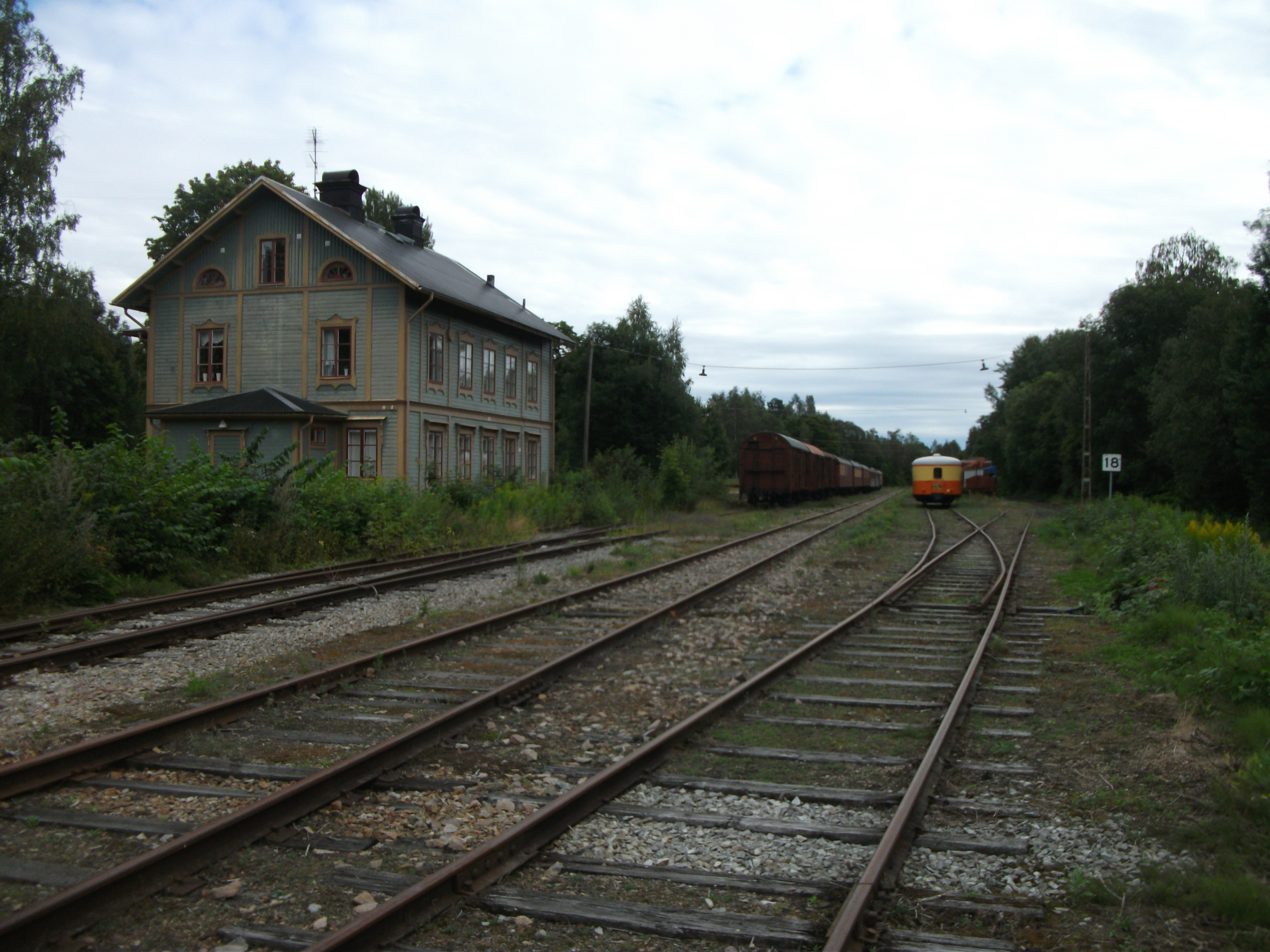
Ehemaliges Bahnhofsgebäude Kärrgruvan, heute Jugendherberge
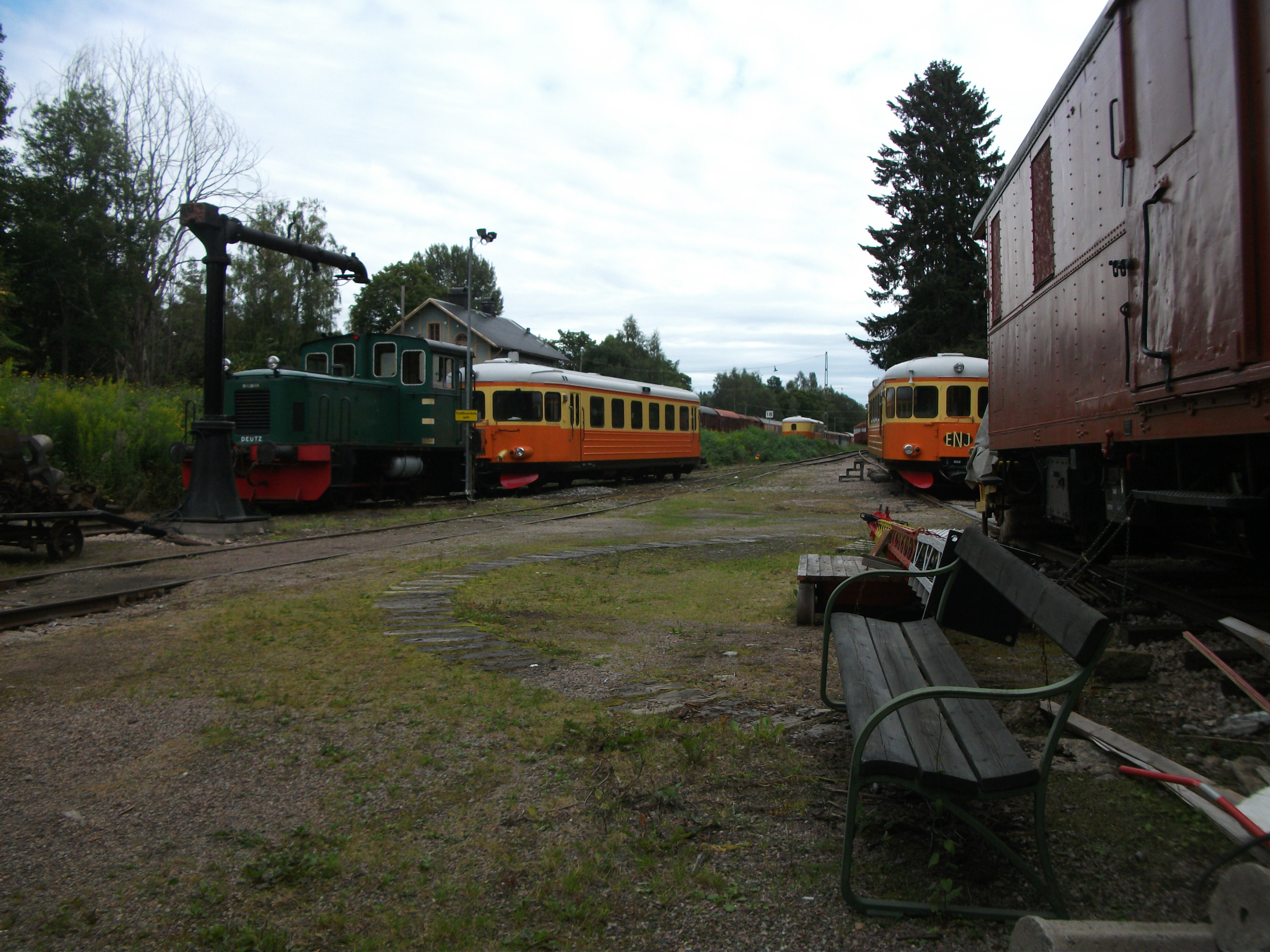
Lokomotive 'Grodan' und Schienenbusse vor dem Lokschuppen in Kärrgruvan
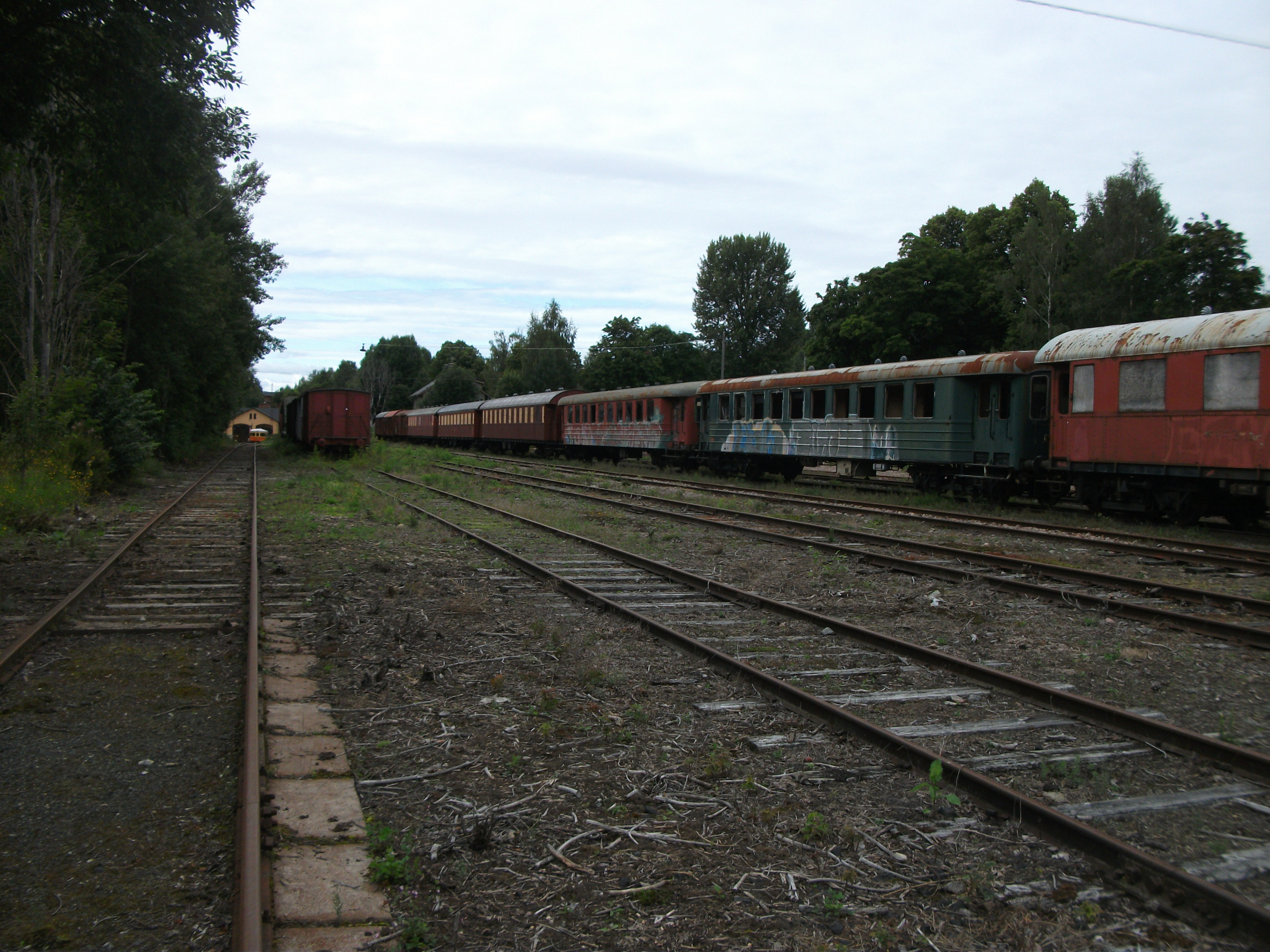
Wagen zur Restaurierung in Kärrgruvan